# Gut Amalienruh

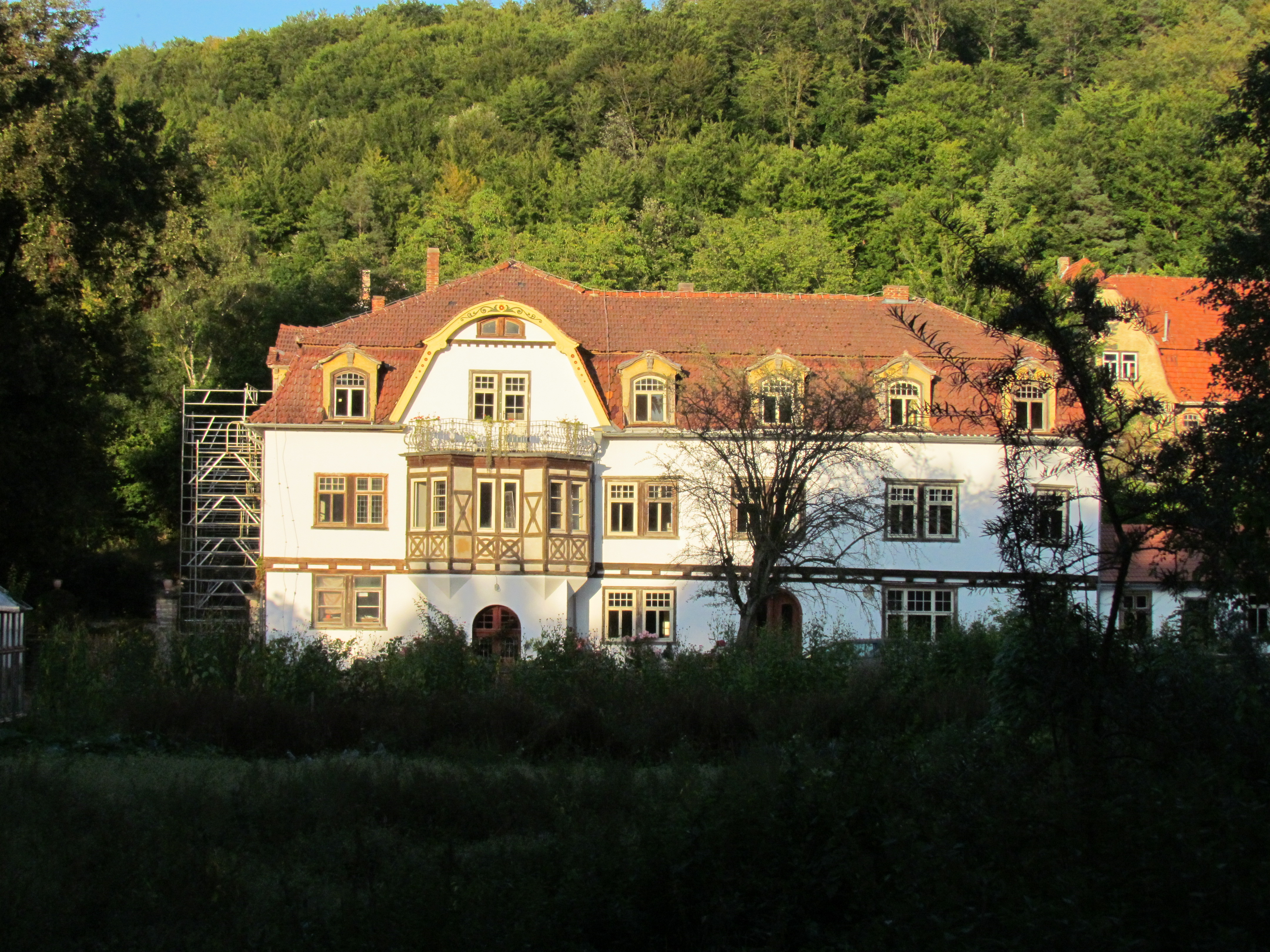
Schlösschen der Amalienruh

Das Gut Amalienruh, bis 1785 Sophienlust, befindet sich in der Gemarkung des Ortsteils Sülzfeld der Kreisstadt Meiningen im Landkreis Schmalkalden-Meiningen in Thüringen.

## Geschichte
Das Gut mit Schlösschen wurde 1718 im Auftrag der Herzogin Elisabeth Sophie von Brandenburg, der Gemahlin von Herzog Ernst Ludwig I. von Sachsen-Meiningen von dem Baumeister Johann Caspar Hartung (1622–1725) erbaut. Sophie nutzte es als ihren Sommersitz und nannte das Anwesen „Sophienlust“. Zuvor befand sich auf dem Areal der 1151 ersterwähnte Hof Mullefeld, der sich später zum Dorf Mehmelsfeld entwickelte. Nach 1498 wurde dies zur Wüstung. Nach dem Dreißigjährigen Krieg errichtete hier die Familie Baumbach wieder einen Hof, den sie dann an Elisabeth Sophie von Brandenburg verkaufte.
1785 gelangte das Gut in den Besitz von Herzogin Charlotte Amalie von Hessen-Philippsthal, die von 1763 bis 1782 Regentin von Sachsen-Meiningen war. Sie ließ bedeutende Vergrößerungen des Gutes durchführen und benannte es nun Amalienruh. 1813 diente es als Lazarett. 1889 verkaufte Herzog Georg II. von Sachsen-Meiningen das Gut. Ab 1904 bis 1920 befand sich hier unter der Leitung der Freifrau Elisabeth von Pawel-Rammingen die erste Landfrauenschule Deutschlands, die zum Reifensteiner Verband gehörte. Von 1945 bis 1975 war Amalienruh das landwirtschaftliche volkseigene „Jugendgut Thomas Müntzer“ und kam dann zur LPG Hermannsfeld. Ab 1995 stand das Anwesen leer und verfiel. Seit 2003 ist es wieder in Privatbesitz. Der Besitzer baute das Gut wieder auf, betreibt ökologische Landwirtschaft und bietet weiter das Gut als Feriendomizil an.
2019 war Gut Amalienruh einer der Drehorte des deutschen Spielfilms Unterm Birnbaum.